# Dewsbury
Dewsbury es una localidad situada en el municipio metropolitano de Kirklees, en Yorkshire del Oeste, Inglaterra (Reino Unido). Según el censo de 2021, tiene una población de 63 720 habitantes.